# Derby du Merseyside
Le Merseyside Derby, est un derby entre les deux principaux clubs de football de la ville de Liverpool, dans le nord-ouest de l'Angleterre, à savoir le Liverpool Football Club et l'Everton Football Club.

## Histoire
La traditionnelle appellation « derby amical » (« friendly derby ») donnée aux rencontres liverpuldiennes apparaît relativement judicieuse. En effet, il n'existe entre ces deux clubs, situés tous deux au Nord de la cité et à moins de deux kilomètres l'un de l'autre, aucun antagonisme, social, politique ou religieux. De fait la division transcende souvent le cercle familial (ce qui serait peu imaginable à Glasgow, Rome, Milan ou Madrid).
Avant le tournant du siècle précédent, Everton jouait à Anfield, mais en raison d'un litige relatif au loyer, les dirigeants choisirent de partir pour Goodison Park. De 1902 à 1932, les deux clubs partagèrent le même calendrier.
Durant les années 1950 et 1960, Everton était considéré comme un club catholique, privilégiant souvent un recrutement irlandais (à l'instar des joueurs Tommy Eglington, Peter Farrell et Jimmy O'Neill ou du manager Johnny Carey), tandis que le Liverpool F.C était perçu comme protestant. En vérité, les deux clubs ayant chacun une base tant protestante que catholique n'ont pas insisté sur ces divisions.
Contrairement à de nombreux derbys, la violence constatée entre supporteurs demeure fort rare. Néanmoins, après le drame du Heysel, les relations se sont quelque peu tendues, certains partisans des Blues blâmant les hooligans des Reds de l'interdiction imposée aux clubs anglais de participer aux compétitions européennes.
Récemment, après le meurtre d'un enfant de onze ans, Rhys Jones, en 2007, Liverpool invita les parents et le frère de la victime à Anfield pour un match de Ligue des champions. La musique d'entrée des joueurs d'Everton fut jouée pour la première fois à Anfield. Une ovation debout fut faite avant que You'll Never Walk Alone soit joué.
La ville de Liverpool est footballistiquement la plus titrée d'Angleterre. À eux deux, Everton et Liverpool ont remporté 27 championnats et la ville a toujours été représentée en première division par au moins un des deux rivaux.
Depuis 1892, les deux clubs ont presque participé à toutes les Liverpool Senior Cup. Everton a remporté 45 titres et Liverpool 38.
Les matchs entre Everton, Liverpool et Tranmere Rovers, basé à Birkenhead (de l'autre côté de la Mersey) sont aussi classés comme des Merseyside derby, mais Tranmere n'a jamais été en première division. Les matchs amicaux de pré-saison sont souvent joués entre les Rovers et les deux grands clubs de la Mersey, plus pour des raisons géographiques que par tradition.
Everton et Liverpool ont aussi des équipes féminines qui jouent en première division féminine, mais seules les filles d'Everton ont gagné des titres en première division.

## Résultats
Mise à jour le 2 avril 2025
| Competitions       | Matches | Liverpool | Matchs nuls | Everton | Buts de Liverpool | Buts d'Everton |
| ------------------ | ------- | --------- | ----------- | ------- | ----------------- | -------------- |
| Championnat        | 212     | 83        | 70          | 59      | 295               | 238            |
| Coupe d'Angleterre | 25      | 12        | 6           | 7       | 40                | 28             |
| Coupe de la Ligue  | 4       | 2         | 1           | 1       | 2                 | 1              |
| Charity Shield     | 3       | 1         | 1           | 1       | 2                 | 2              |
| Super Cup          | 2       | 2         | 0           | 0       | 7                 | 2              |
| Total              | 246     | 100       | 78          | 68      | 346               | 271            |

 source : Soccerbase

## Records
(octobre 2021).
Les records suivants concernent uniquement les matchs dans le Merseyside derby :
- La plus longue série de derbys sans défaite est de 23 derbys, réalisée par Liverpool de la saison 2011-2012 à la saison 2020-2021.
- La plus longue série d'invincibilité à domicile dans le derby a été réalisée par Liverpool : Everton ne gagna pas à Anfield durant 14 matchs entre les saisons 1970-1971 et 1984-1985.
- La plus longue série d'invincibilité à l'extérieur dans le derby a été réalisée par Everton avec une série de 16 matchs sans défaite à Anfield entre 1899 et 1920 soit 10 victoires.
- La plus longue série de victoires à domicile a été réalisé par Liverpool avec 5 entre 1932-1933 et 1936-1937.
- La plus longue série de victoires à l'extérieur a été réalisé par Everton qui réussit à gagner 7 fois consécutivement à Anfield entre 1908-1909 et 1914-1915.
- Le record de la plus large victoire à domicile est un match de championnat remportée par Liverpool sur le score de 6-0 à Anfield lors de la saison 1935-1936.
- Le record de la plus large victoire à l'extérieur est un match de championnat remportée sur le score de 5-0 par Everton à Anfield lors de la saison 1914-1915 et par Liverpool à Goodison Park lors de la saison 1982-1983.
- Le score le plus haut fut une victoire 7-4 de Liverpool à Anfield en 1932-1933.
- Neville Southall détient le record du plus grand nombre de derbys joués avec Everton.
- Ian Rush détient le record du plus grand nombre de buts lors du Merseyside derby avec 25.
- Will Cuff d'Everton détient le plus grand nombre de victoires en tant qu'entraineur avec 16 victoires contre Liverpool de 1901 à 1918. .
- Record d'affluence : 78,299 à Goodison Park, le 18 septembre 1948 (Old Division One)
- Plus basse influence : 18,000 à Anfield, le 19 janvier 1901 (Old Division One)

### Meilleurs buteurs de tous les temps dans le derby
Les joueurs suivants ont marqué 4 buts en championnat ou plus dans le Merseyside Derby. Cela inclut les matchs de FA Premier League (anciennement First Division), la FA Cup, la Coupe de la Ligue anglaise de football et le Charity Shield et les buts dans la Screen Sport Super Cup sont aussi inclus pour Rush et Sharp.
| Nationalité               | Joueur          | Club(s)           | Championnat | FA Cup | Coupe de la Ligue | Charity Shield | Super Cup | Total | Années               |
| ------------------------- | --------------- | ----------------- | ----------- | ------ | ----------------- | -------------- | --------- | ----- | -------------------- |
| Drapeau du pays de Galles | Ian Rush        | Liverpool         | 13          | 5      | 1                 | 1              | 5         | 25    | 1980-1987,1988-1996  |
| Drapeau de l'Angleterre   | Dixie Dean      | Everton           | 18          | 1      |                   |                |           | 19    | 1925-1937            |
| Drapeau de l'Écosse       | Alex Young      | Everton           | 9           | 3      |                   |                |           | 12    | 1901-1911            |
| Drapeau de l'Angleterre   | Steven Gerrard  | Liverpool         | 9           | 1      |                   |                |           | 10    | 1997-2015            |
| Drapeau de l'Angleterre   | Harry Chambers  | Liverpool         | 8           |        |                   |                |           | 8     | 1915-1928            |
| Drapeau de l'Angleterre   | Jimmy Settle    | Everton           | 8           |        |                   |                |           | 8     | 1899-1908            |
| Drapeau de l'Angleterre   | Jack Parkinson  | Liverpool         | 6           | 2      |                   |                |           | 8     | 1903-1914            |
| Drapeau de l'Angleterre   | Peter Beardsley | Liverpool/Everton | 4/1         | 2/0    |                   |                |           | 7     | 1987-1991, 1991-1993 |
| Drapeau de l'Écosse       | Graeme Sharp    | Everton           | 4           | 2      |                   |                | 1         | 7     | 1980-1991            |
| Drapeau de l'Angleterre   | Jack Balmer     | Liverpool         | 6           |        |                   |                |           | 6     | 1935-1952            |
| Drapeau de l'Angleterre   | Robbie Fowler   | Liverpool         | 6           |        |                   |                |           | 6     | 1992-2001, 2006-2007 |
| Drapeau de l'Écosse       | Bobby Parker    | Everton           | 6           |        |                   |                |           | 6     | 1913-1922            |
| Drapeau de l'Angleterre   | Gordon Hodgson  | Liverpool         | 5           | 1      |                   |                |           | 6     | 1925-1936            |
|                           | Mohamed Salah   | Liverpool         | 6           |        |                   |                |           | 6     | 2017-                |
| Drapeau de l'Écosse       | Kenny Dalglish  | Liverpool         | 5           |        |                   |                |           | 5     | 1977-1990            |
| Drapeau de l'Angleterre   | Fred Howe       | Liverpool         | 5           |        |                   |                |           | 5     | 1935-1938            |
| Drapeau de l'Écosse       | Jack Taylor     | Everton           | 5           |        |                   |                |           | 5     | 1896-1910            |
| Drapeau de l'Angleterre   | Roger Hunt      | Liverpool         | 4           |        |                   | 1              |           | 5     | 1958-1969            |
|                           | Dirk Kuyt       | Liverpool         | 5           |        |                   |                |           | 5     | 2006-2012            |
| Drapeau de l'Uruguay      | Luis Suárez     | Liverpool         | 4           | 1      |                   |                |           | 5     | 2011-2014            |
|                           | Sadio Mané      | Liverpool         | 4           |        |                   |                |           | 4     | 2016-2022            |
| Drapeau de l'Écosse       | Duncan Ferguson | Everton           | 4           |        |                   |                |           | 4     | 1994-1998, 2000-2006 |
| Drapeau de l'Angleterre   | Tommy Lawton    | Everton           | 4           |        |                   |                |           | 4     | 1936-1939            |
| Drapeau de l'Angleterre   | Michael Owen    | Liverpool         | 4           |        |                   |                |           | 4     | 1997-2004            |
| Drapeau de l'Angleterre   | Fred Pagnam     | Liverpool         | 4           |        |                   |                |           | 4     | 1914-1919            |
| Drapeau de l'Angleterre   | Sam Raybould    | Liverpool         | 4           |        |                   |                |           | 4     | 1900-1907            |
| Drapeau du pays de Galles | Roy Vernon      | Everton           | 4           |        |                   |                |           | 4     | 1960-1965            |

### Joueurs ayant le plus d'apparitions dans le Merseyside derby
| Nationalité               | Joueurs          | Club      | Apparitions | Années                | Position  |
| ------------------------- | ---------------- | --------- | ----------- | --------------------- | --------- |
| Drapeau du pays de Galles | Neville Southall | Everton   | 41          | 1981–1998             | Gardien   |
| Drapeau du pays de Galles | Ian Rush         | Liverpool | 36          | 1980–1987 & 1988–1996 | Attaquant |
| Drapeau du Zimbabwe       | Bruce Grobbelaar | Liverpool | 34          | 1980-1994             | Gardien   |
| Drapeau de l'Écosse       | Alan Hansen      | Liverpool | 33          | 1977-1990             | Défenseur |
| Drapeau de l'Angleterre   | Steven Gerrard   | Liverpool | 33          | 1997-2015             | Milieu    |
| Drapeau du pays de Galles | Kevin Ratcliffe  | Everton   | 32          | 1980-1992             | Défenseur |

### Meilleures affluences

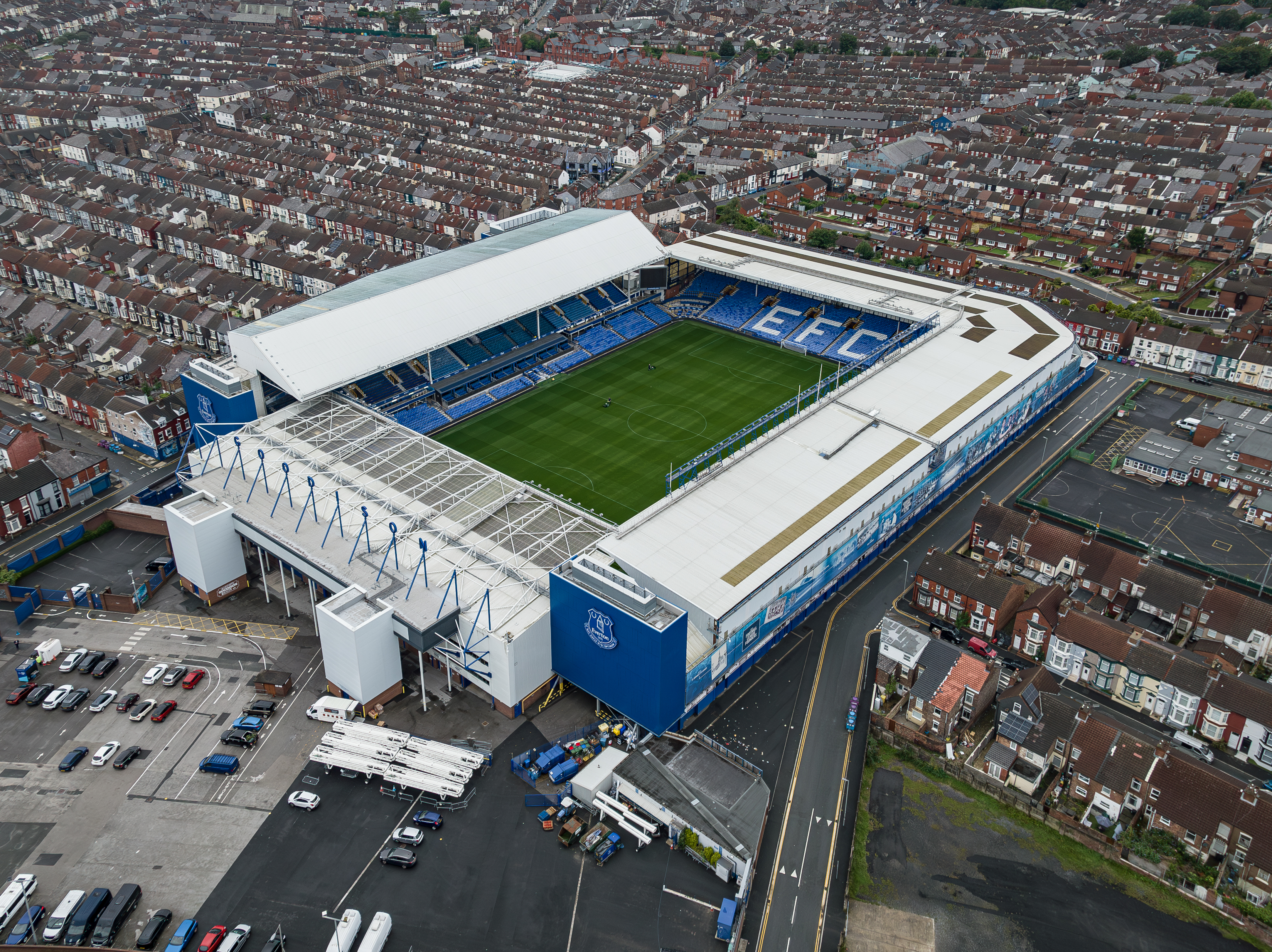
Goodison Park, l'ancienne antre de l'Everton FC.

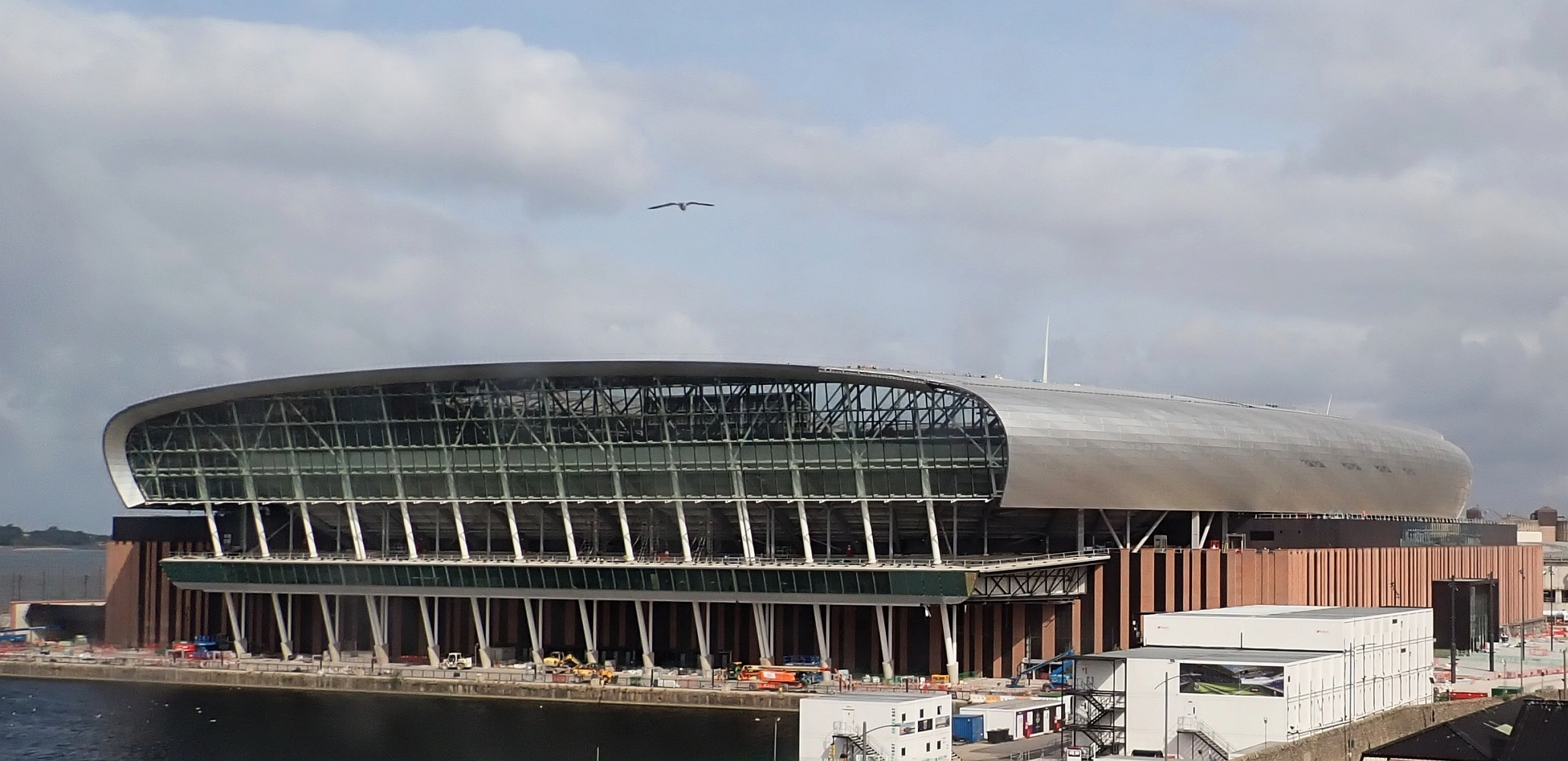
L'Everton Stadium, le nouvel écrin du club, depuis la saison 2025-26.

| #   | Date         | Stade         | Score         | Affluence |
| --- | ------------ | ------------- | ------------- | --------- |
| 1re | 18 sep 1948  | Goodison Park | 1-1           | 78 299    |
| 2e  | 22 sep 1962  | Goodison Park | 2-2           | 72 488    |
| 3e  | 16 sep 1950  | Goodison Park | 3-1 Liverpool | 71 150    |
| 4e  | 27 août 1949 | Goodison Park | 0-0           | 70 812    |
| 5e  | 27 sep 1947  | Goodison Park | 3-0 Liverpool | 66 776    |
| 6e  | 8 fév 1964   | Goodison Park | 3-1 Everton   | 66 515    |
| 7e  | 15 oct 1927  | Goodison Park | 1-1           | 65 729    |
| 8e  | 12 avr 1965  | Goodison Park | 2-1 Everton   | 65 402    |
| 9e  | 1 oct 1938   | Goodison Park | 2-1 Everton   | 64 977    |
| 10e | 3 fév 1968   | Goodison Park | 1-0 Everton   | 64 482    |

### Moyenne d'affluence dans le derby
| Période   | Everton | Liverpool |
| --------- | ------- | --------- |
| 2000-2008 | 40110   | 44355     |
| 1990-1999 | 39107   | 41823     |
| 1980-1989 | 49529   | 45240     |
| 1970-1979 | 55502   | 54168     |
| 1962-1969 | 64606   | 53805     |
| 1946-1951 | 63529   | 50697     |
| 1931-1939 | 49444   | 45423     |
| 1919-1930 | 51590   | 50694     |
| 1905-1915 | 41600   | 37600     |
| 1894-1904 | 39888   | 28444     |

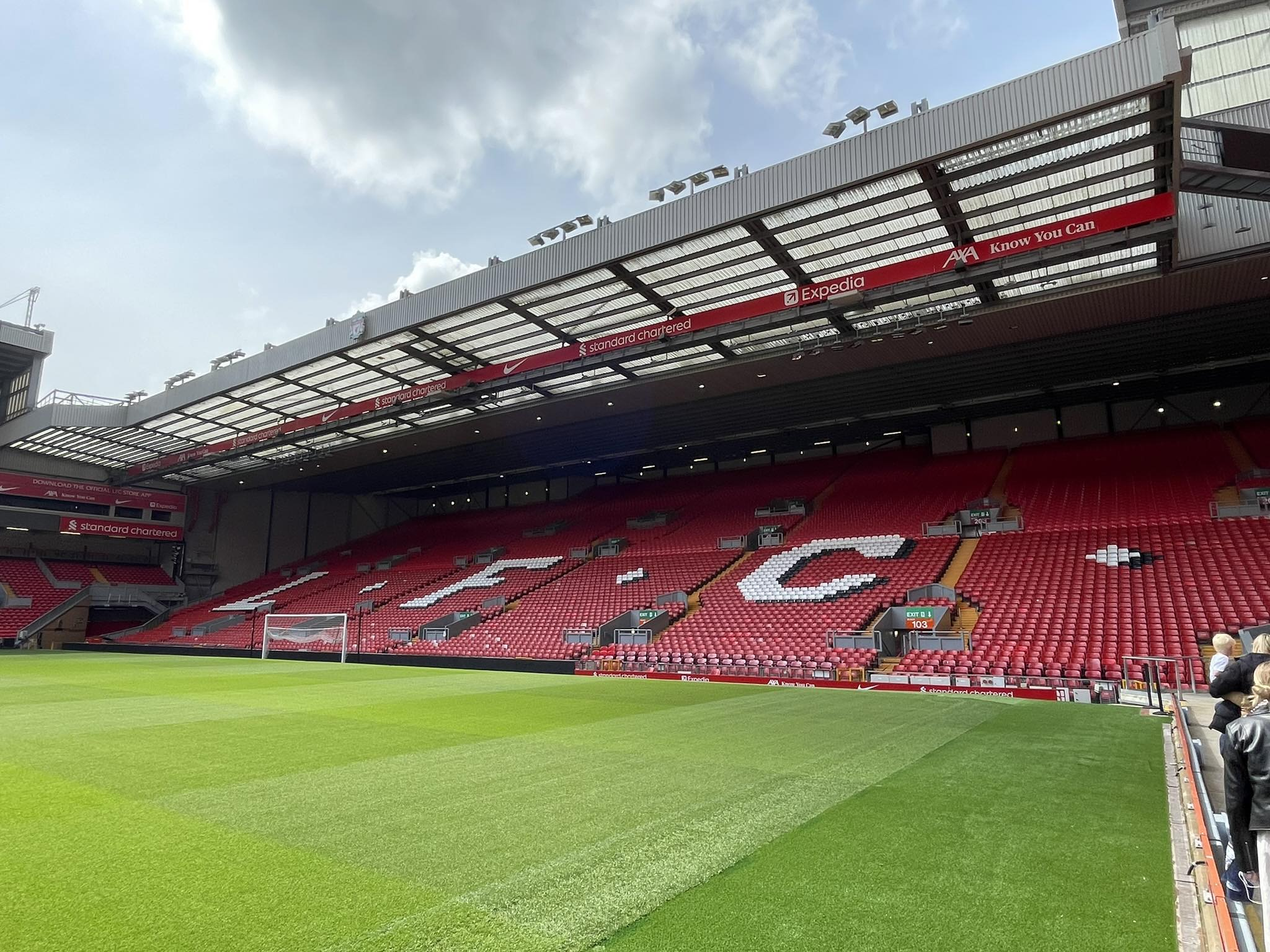
Anfield, antre du Liverpool FC.

Matchs de championnat seulement. La plus haute affluence est estimé à 100 000 spectateurs pour la finale de la Milk Cup 1984 et le Charity Shield 1984.

## Transferts entre les deux équipes (Crossing the Park)
De Everton vers Liverpool
| Joueur         | Année | Prix       |
| -------------- | ----- | ---------- |
| Abel Xavier    | 2002  | 750 000£   |
| Nick Barmby    | 2000  | 6 000 000£ |
| Dave Hickson   | 1959  | 12 000£    |
| Tony McNamara  | 1957  | 4 000£     |
| John Heydon    | 1949  | Gratuit    |
| Bill Harthill  | 1936  |            |
| Jack Balmer    | 1935  | Gratuit    |
| Thomas Johnson | 1934  |            |
| Frank Mitchell | 1919  |            |
| Bill Lacey     | 1912  |            |
| Tom Gracie     | 1912  |            |
| Don Sloan      | 1908  | Gratuit    |
| David Murray   | 1904  |            |
| Abe Hartley    | 1897  |            |
| Alex Latta     | 1896  |            |
| Fred Geary     | 1895  | 60£        |
| John Whitehead | 1894  |            |
| Patrick Gordon | 1893  |            |
| Duncan McLean  | 1892  |            |
| Tom Wylie      | 1892  |            |

### Buteurs avec les deux équipes
Seulement deux joueurs ont marqué avec les deux équipes lors du derby  :
- David Johnson qui marqua pour Everton en novembre 1971, puis marqua deux autres buts dans le derby avec Liverpool, le dernier le 1er mars 1980.
- Peter Beardsley qui marqua 6 buts dans le derby pour Liverpool et un avec Everton le 7 décembre 1992.

## Confrontations
(octobre 2021).
Voici la liste de tous les Meyserside derby de 1894 à aujourd'hui, en championnat, FA Cup, League Cup, Charity Shield, Supercoupe et jubilés. Les autres matchs amicaux et matchs pendant les périodes de guerre ne sont pas inclus.
Détails des matchs de Liverpool sur http://www.liverweb.org.uk/archive.htm.
Détails des matchs d'Everton sur http://www.evertonresults.com/.

## Derby féminin
Les sections féminines de Liverpool et d'Everton se disputent également le Merseyside derby.

### Histoire
Le premier derby de l'ère WSL a lieu le 14 avril 2011. Les deux équipes se quittent dos à dos lors d'un match prolifique 3-3. Si Liverpool a remporté le championnat deux fois d'affilée en 2013 et 2014, les Reds ont aussi été plusieurs fois reléguées.
Le 17 novembre 2019, le derby se déroule pour la première fois à Anfield. Everton l'emporte 1-0 grâce à un but de leur capitaine Lucy Graham.
En 2022, alors que Liverpool est promu en D1, le derby se joue à Anfield devant 27 574 spectateurs, mais Everton remporte sa plus large victoire dans le derby 0-3. Le match est plusieurs fois interrompu à cause de supporters pénétrant sur le terrain.
Lors du dernier derby disputé à Goodison Park, le 18 novembre 2024, Everton s'impose 1-0 grâce à un penalty controversé.

### Palmarès
| Équipe    | Championnat d'Angleterre | Coupe d'Angleterre | Coupe de la ligue anglaise | Championnat d'Angleterre de D2 |
| --------- | ------------------------ | ------------------ | -------------------------- | ------------------------------ |
| Everton   | 1 (1998)                 | 2 (1989, 2010)     | 1 (2008)                   | 0                              |
| Liverpool | 2 (2013, 2014)           | 0                  | 0                          | 4 (2004, 2007, 2010, 2022)     |